# Powerless (píseň, Linkin Park)
„Powerless“ je píseň americké rockové skupiny Linkin Park. Produkoval ji zpěvák Mike Shinoda a producent Rick Rubin. Její pracovní název byl „Tinfoil“, který nakonec posloužil jako intro k písni. Píseň se objevila ve filmu Abraham Lincoln: Lovec upírů. Píseň vyšla jako třetí singl z alba Living Things.

## Videoklip
Chester Bennington v jednom z rozhovorů potvrdil, že k písni bude natočen videoklip. Ten byl vydán 27. listopadu 2012. Dvouminutové video bylo kompilací mezi záběry z písně natočenými pro trailer k filmu Abraham Lincoln: Lovec upírů a klipy z kampaně Power the World organizace Music for Relief.

## Seznam skladeb
| Digitální singl | Digitální singl | Digitální singl |
| Pořadí          | Název           | Délka           |
| --------------- | --------------- | --------------- |
| 1.              | "Powerless"     | 3:44            |

## Obsazení
- Chester Bennington – zpěv
- Mike Shinoda – klávesy, klavír, doprovodné vokály, kytary
- Dave Farrell – basová kytara
- Joe Hahn – gramofony, samplery, syntezátory
- Rob Bourdon – bicí, perkuse
- Brad Delson – sólová kytara